# Paul Delouvrier
Paul Delouvrier (Remiremont, 25 giugno 1914 – Provins, 16 gennaio 1995) è stato un politico francese vincitore del premio Erasmo nel 1985.

## Biografia
Durante la seconda guerra mondiale, presta servizio militare con il grado di tenente. Alla fine del conflitto, lavora presso il ministero delle finanze francese e viene scelto per far parte del gruppo creato da Jean Monnet, collaborando alla stesura del piano di ricostruzione economica del Paese.
Delouvrier viene nominato presidente di Électricité de France dal 1969 al 1978, dando un forte impulso allo sviluppo del programma nucleare. Nel 1979 viene scelto come primo presidente del Parc de la Villette